# Complesso nebuloso molecolare di Gemini OB1
Il Complesso nebuloso molecolare di Gemini OB1 (o Complesso Gem OB1) è una vasta regione di formazione stellare situata in direzione della parte occidentale della costellazione dei Gemelli; è formata da un insieme di nubi molecolari giganti, regioni di gas ionizzato e stelle brillanti come giganti blu e azzurre, facenti parte dell'associazione stellare Gem OB1.
Alcune delle regioni del complesso si estendono fino alla parte settentrionale di Orione, come nel caso di NGC 2175 (Sh2-252); i numerosi studi condotti in quest'area di cielo mostrano che i fenomeni di formazione stellare sono tuttora in atto in alcune delle nubi più dense, in parte favoriti dall'azione del vento stellare delle stelle più massicce dell'associazione Gem OB1.

## Osservazione

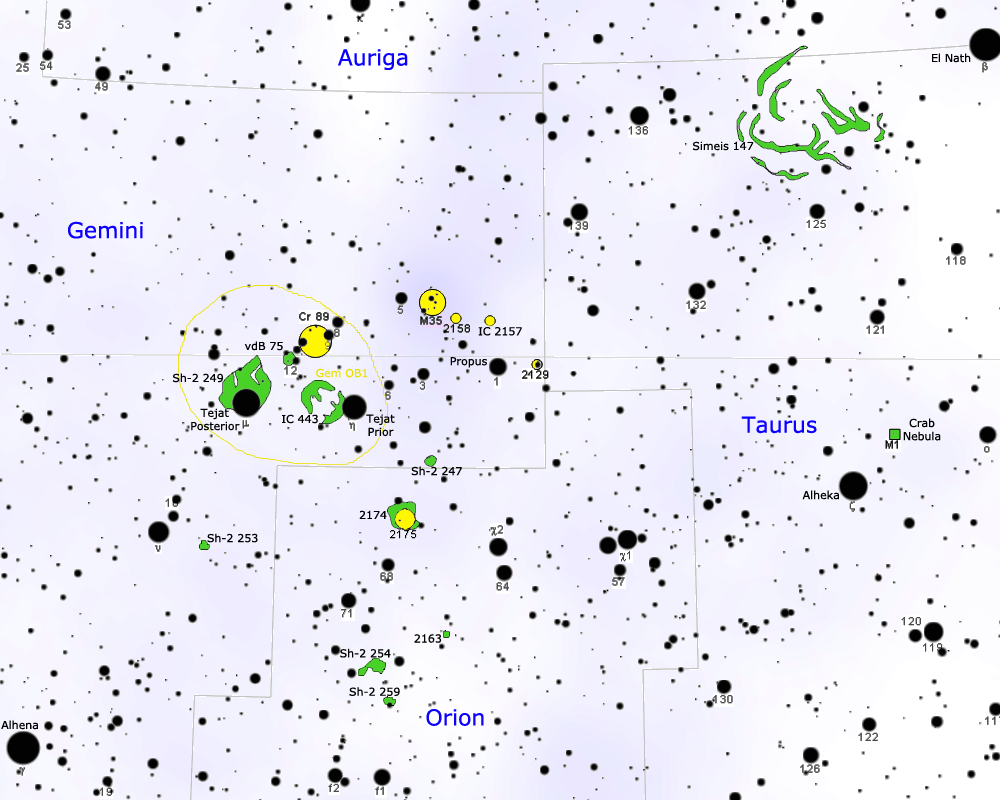
Mappa della regione di Gem OB1.

La regione di Gem OB1 occupa la parte più occidentale della costellazione dei Gemelli, sconfinando per una piccola parte nelle contigue costellazioni di Orione e del Toro. Gli oggetti di questo complesso più facilmente osservabili sono le associazioni stellari, formate da stelle a partire dalla settima magnitudine e comprese negli ammassi aperti NGC 2129 e forse Cr 89; quest'ultimo ammasso in particolare si trova in direzione della regione centrale dell'associazione ed è composto da stelle di colore blu ben riconoscibili anche con un binocolo, sebbene non mostri una concentrazione particolarmente evidente. Attraverso un telescopio amatoriale di buona potenza, anche munito di filtri, è possibile individuare e fotografare anche le regioni nebulari associate, fra le quali spicca IC 443, nota anche come Nebulosa Medusa, un resto di supernova la cui individuazione è facilitata dalla presenza della stella η Geminorum, una gigante rossa posta molto in primo piano rispetto alla nube, essendo a soli 349 anni luce dal sistema solare. Nello stesso campo visivo, in piccoli strumenti, viene a trovarsi anche l'ammasso aperto M35, il quale però non è fisicamente legato al complesso trovandosi anch'esso in primo piano.
La regione passa il meridiano locale attorno alle dieci di sera a fine gennaio, pertanto il periodo migliore per la sua osservazione nel cielo serale ricade nei mesi che nell'emisfero boreale sono quelli tardo-autunnali e invernali, fino alla metà della primavera; grazie alla declinazione settentrionale, la regione è maggiormente visibile dall'emisfero nord, mentre osservatori posti a latitudini australi hanno delle difficoltà maggiori. La regione resta comunque visibile da tutte le aree popolate della Terra, fino alle coste dell'Antartide. L'eclittica passa solo un grado a nord del complesso, pertanto capita frequentemente che nella sua direzione si osservino i pianeti del sistema solare e la Luna, i quali possono disturbarne anche notevolmente l'osservazione; il Sole vi transita nei giorni compresi fra il 24 e il 27 giugno.

## Struttura e ambiente galattico

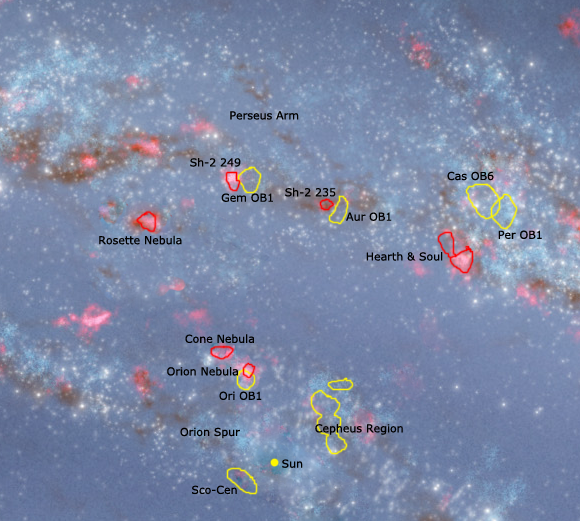
Mappa delle principali regioni H II poste fra il Sole e il Braccio di Perseo in direzione di Gem OB1.

Il complesso di Gem OB1 si trova nella parte più prossima del Braccio di Perseo, il braccio di spirale della Via Lattea immediatamente più esterno del Braccio di Orione, in cui è incluso il sistema solare. La linea di vista nella sua direzione incrocia un gran numero di oggetti celesti, fra cui ammassi di stelle più o meno giovani e nebulose di varia natura; molti di questi oggetti non sono in realtà connessi fisicamente col complesso vero e proprio, ma vi si trovano vicini solo per un effetto prospettico.
Fra questi oggetti il più notevole è il brillante ammasso aperto M35, uno degli oggetti più facilmente osservabili in quest'area di cielo; trovandosi a una distanza di circa 860 parsec (2600 anni luce), quest'ammasso viene a trovarsi all'interno del Braccio di Orione, seppur nelle sue regioni più esterne. L'ammasso contiene alcune stelle di classe spettrale B e oltre un migliaio di stelle, la cui età, stimata attorno ai 180 milioni di anni, rappresenta un'ulteriore prova che ammasso e complesso sono oggetti completamente distinti.
Il piano galattico lungo la linea di vista fra il Sole e il complesso sembra essere particolarmente libero, al punto che le sue componenti sono ben visibili senza segni apprezzabili di oscuramento ad opera di nubi oscure; le uniche aree nebulose visibili in questa direzione e appartenenti al Braccio di Orione sono le piccole nubi molecolari BFS48, BFS49 e BFS50, la prima associata a una nube molecolare gigante e le altre due a degli ammassi aperti oscurati e visibili agli infrarossi, catalogati rispettivamente come [BDS2003] 76 e [BDS2003] 77.
Poco ad ovest di M35 si trova un piccolo ammasso aperto catalogato come NGC 2129; secondo alcuni studi la sua distanza sarebbe di 1515 pc e la sua età attorno ai 12 milioni di anni, mentre secondo altri la distanza sarebbe sui 2200 pc e l'età attorno ai 10 milioni di anni. In entrambi i casi l'ammasso sembrerebbe direttamente collegato con l'associazione Gem OB1; al suo interno sono presenti due supergiganti blu di classe spettrale B2I (HD 40003 e HD 250290) e una gigante blu di classe B3III catalogata come HD 250241.
Collinder 89 (Cr 89), infine, è un ammasso molto disperso la cui distanza è talvolta oggetto di dibattito; secondo alcuni studi viene dato un valore della distanza pari a circa 2480 pc e viene considerato come un probabile membro dell'associazione, nonché legato fisicamente a una nube di gas ionizzato, mentre una delle sue stelle, la supergigante blu HD 255055, farebbe direttamente parte dell'associazione ed è considerata come una delle principali stelle ionizzatrici delle nubi di gas circostanti. Secondo altri studi invece l'ammasso sarebbe posto a una distanza di appena 800 pc.

## Regioni di formazione stellare

Sh2-247, posta al confine fra i Gemelli e Orione.

### Regioni interne
Sh2-249 è una regione H II a forma di fiamma posta in direzione della stella μ Geminorum, la cui luce ne disturba l'osservazione; il fonte di ionizzazione che provoca l'illuminazione della nube proverrebbe dal vento stellare di tre stelle massicce di classe spettrale B, catalogate come HD 43753, HD 43818 e HD 255091, a cui si aggiungerebbe secondo altri studi la stella blu di classe O HD 255055, un membro dell'ammasso Cr 89. A seconda della determinazione delle stelle ionizzatrici, si ottengono diverse distanze: nello studio in cui è stata inclusa HD 255055 il valore di distanza diventa di soli 800 pc, mentre in quelli che hanno teso a escluderla questo valore si sposta a circa 1250 pc o 1600 pc; in particolare questi ultimi collocano Sh2-249 nella regione di Gem OB1, in associazione alla regione H II catalogata come BFS51, ad alcune nebulose a riflessione, fra cui spicca vdB 75, e a delle nebulose oscure, catalogate come LDN 1564, LDN 1567 3 LDN 1568. Altri ancora aggiungono a queste nebulose associate pure LBN 845 e IC 444.
Sh2-247 è una piccola regione H II del diametro di circa 8'; contiene al suo interno una stella bianco-azzurra di sequenza principale di classe B0V e presenta delle strutture a filamenti spazialmente distinte, uno dei quali ha una velocità radiale di circa 2 km s−1 e si estende sul bordo orientale della nube ed è quasi certamente fisicamente legato alla regione H II, mentre un secondo filamento dalla velocità di circa 10–12 km s−1 si estende verso sud in direzione di Sh2-252. Vi è poi un ulteriore filamento, dalla velocità radiale simile a quella del primo, che si protrae verso l'esterno. Nella parte settentrionale il confine della nebulosa si fa netto, indice del fatto che vi è un punto di contatto con una nube non illuminata molto densa.

### Sh2-252

La nebulosa Sh2-252; sono visibili degli addensamenti più luminosi in particolare nella parte centro-orientale (un poco a sinistra), corrispondenti alla posizione delle stelle ionizzatrici.

Sh2-252, nota anche come Nebulosa Testa di Scimmia o con la sigla W13, è una grande regione H II estesa per circa 25' situata entro i confini della costellazione di Orione; talvolta viene anche identificata con la sigla NGC 2175, facendo riferimento ad un ammasso aperto che però potrebbe non esistere fisicamente, dato che le stelle visibili nella parte centro-meridionale della nebulosa apparterrebbero a dieci distinti agglomerati posti a distanze comprese fra 410 e 8100 parsec. In questa direzione si trova una stella blu catalogata come HD 42088, di magnitudine 7,55, che sarebbe una delle principali responsabili della ionizzazione dei gas della nebulosa; la sua posizione fisica sarebbe in una regione di intersezione fra due o forse tre nubi di idrogeno neutro atomico (H2). Oltre a questa stella ve ne sarebbero altre che concorrono alla ionizzazione, fra le quali spicca la nana bianco-azzurra LSV+20 16, di classe spettrale B1V, probabilmente una stella Be di Herbig.
All'interno della nebulosa sono note un gran numero di stelle giovani; fra queste vi sono sorgenti IRAS, fra cui spicca 06055+2039, che contiene un ammasso di stelle dall'età di appena 2-3 milioni di anni, profondamente immerso in una nube molecolare molto densa, la cui massa si aggira fra 7000 e 9000 masse solari. Sono inoltre note 5 sorgenti di onde radio, catalogate con le lettere dalla A alla E, di cui 4 sono sorgenti compatte (Sh2-252A, Sh2-252B, Sh2-252C ed Sh2-252E) e una (Sh2-252F) più dispersa e ionizzata dalla stella HD 42088; a queste si aggiunge una sorgente catalogata come Sh2-252D, ma che potrebbe corrispondere a un oggetto posto all'esterno della Via Lattea. Sh2-252E è associata a un ammasso contenente 21 stelle immerse nella regione più brillante della nebulosa Sh2-252, fra le quali spiccano due stelle di classe B e una di classe A. In aggiunta a questi oggetti, sono stati scoperti anche dei maser ad acqua e a OH.
Le misurazioni della distanza di questa nebulosa variano a seconda degli studi, e sono generalmente comprese fra i 2000 pc e i 2200 parsec; in entrambi i casi la regione viene a trovarsi all'interno del settore occupato dall'associazione Gem OB1.

### IC 443

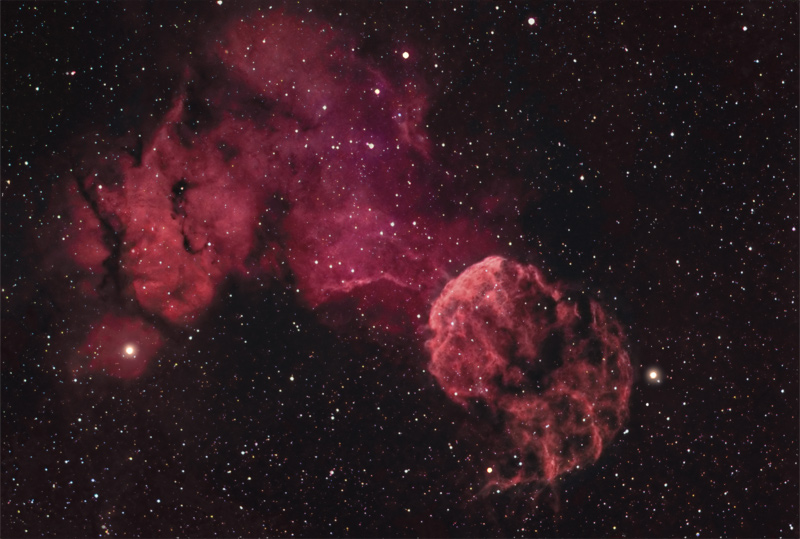
Il resto di supernova IC 443.

IC 443 (la Nebulosa Medusa) è un grande resto di supernova con un diametro di circa 45', situato nei pressi della regione che ospita l'associazione Gem OB1; data la sua distanza pari a circa 1500 pc, si pensa che la stella progenitrice sia stata una dei membri più massicci dell'associazione, il cui nucleo collassato è ora la pulsar CXOU J061705.3+222127. La nebulosa, sia nel visibile che nelle onde radio, possiede una forma a guscio, consistente in due metà con raggio e centro differenti; un terzo guscio nebuloso, inizialmente attribuito a IC 443, è ora riconosciuto come un resto di supernova più antico, forse di 100.000 anni, chiamato G189.6+3.3. L'età dell'oggetto resta incerta; c'è un certo accordo sul fatto che l'evento che creò la nebulosa sia avvenuto fra 3000 e 30.000 anni fa. Tramite le osservazioni condotte col Chandra X-ray Observatory e col XMM-Newton è stata identificata la pulsar nei pressi dell'anello meridionale.
I gas che la compongono sono in interazione con una nube molecolare e con una regione H I posta nelle vicinanze; il mezzo interstellare circostante, a causa dell'urto con l'espansione della bolla creata dall'esplosione della supernova, produce delle deboli emissioni nei raggi X, che corrispondono ai filamenti ben visibili invece alle onde radio.
L'esplosione della supernova e la conseguente onda d'urto che interessa i gas delle nubi circostanti potrebbe far avviare all'interno di esse dei fenomeni di formazione stellare; le giovani stelle presenti nella regione tuttavia sono antecedenti all'evento dell'esplosione, pertanto si evince che ancora tali fenomeni non si sono avviati.

### Regioni minori

Le regioni Sh2-254, 255, 257 e 258, le più remote del complesso.

Sh2-254, Sh2-255, Sh2-257 e Sh2-258 costituiscono un gruppo di piccole regioni H II compatte facenti parte della stessa nube molecolare e in interazione con la regione di Gem OB1; l'emissione al 13CO identificata dal Palomar Sky Survey delimita i bordi della regione maggiore, Sh2-254 ed è più forte fra questa e le altre nubi. Inoltre, mentre le emissioni al 12CO sono distribuite in modo graduale e sfumato all'esterno delle regioni H II visibili otticamente, le emissioni 13CO evidenziano delle strutture filamentose di gas molecolare.
Uno dei segni più evidenti dell'espansione della nube molecolare di Gem OB1 è rappresentato da una struttura ad arco che si estende per circa 1,5° sul bordo sudorientale della regione che racchiude le nubi Sh2-254/258, la cui velocità radiale è pari a circa -12 km s−1 ed è connessa alla regione BFS 52.

## L'associazione Gemini OB1
L'associazione Gem OB1 è una associazione OB la cui distanza si aggira sui 1500-1900 pc; non vi è accordo sulla sua reale distanza esatta, dato che nel corso del tempo sono stati presentati diversi valori. L'unico punto su cui c'è accordo è sul fatto che l'associazione e le nubi di gas visibili nella sua direzione sono fisicamente connessi e si trovano dunque indicativamente nella medesima regione. L'associazione è composta da 20 stelle di grande massa, di cui 4 di classe O,  13 di classe B e 3 di classe M; queste ultime sono delle supergiganti rosse, le prime ad essersi evolute a causa della loro grande massa, superiore a quella delle altre stelle di Gem OB1.
Uno studio presentato nel 1995 sulla regione mise in evidenza il fatto che sebbene le nubi associate a Gem OB1 contengano diversi siti di formazione stellare, fra i quali quelli esposti sopra, la gran parte delle nubi ad essa associate non è al momento attiva da questo punto di vista; la struttura delle nubi osservata a varie lunghezze d'onda fa però pensare che le bolle in espansione originatesi dalle regioni H II e causate dal vento stellare delle stelle più calde e massicce dell'associazione hanno creato una nube molecolare ad alta densità in cui si sono verificati dei fenomeni di formazione stellare: ciò è testimoniato dalla presenza di sorgenti IRAS associate a stelle giovani.

### Testi generali
- (EN) Stephen James O'Meara, Deep Sky Companions: Hidden Treasures, Cambridge University Press, 2007, ISBN 0-521-83704-9.
- (EN) Robert Burnham, Jr, Burnham's Celestial Handbook:  Volume Two, New York, Dover Publications, Inc., 1978.
- (EN) Chaisson, McMillan, Astronomy Today, Englewood Cliffs, Prentice-Hall, Inc., 1993, ISBN 0-13-240085-5.
- (EN) Thomas T. Arny, Explorations:  An Introduction to Astronomy, 3 updatedª ed., Boston, McGraw-Hill, 2007, ISBN 0-07-321369-1.
- AA.VV, L'Universo - Grande enciclopedia dell'astronomia, Novara, De Agostini, 2002.
- J. Gribbin, Enciclopedia di astronomia e cosmologia, Milano, Garzanti, 2005, ISBN 88-11-50517-8.
- W. Owen, et al, Atlante illustrato dell'Universo, Milano, Il Viaggiatore, 2006, ISBN 88-365-3679-4.
- J. Lindstrom, Stelle, galassie e misteri cosmici, Trieste, Editoriale Scienza, 2006, ISBN 88-7307-326-3.

### Testi specifici

#### Sull'evoluzione stellare
- (EN) C. J. Lada, N. D. Kylafits, The Origin of Stars and Planetary Systems, Kluwer Academic Publishers, 1999, ISBN 0-7923-5909-7.
- A. De Blasi, Le stelle: nascita, evoluzione e morte, Bologna, CLUEB, 2002, ISBN 88-491-1832-5.
- C. Abbondi, Universo in evoluzione dalla nascita alla morte delle stelle, Sandit, 2007, ISBN 88-89150-32-7.
- M. Hack, Dove nascono le stelle. Dalla vita ai quark: un viaggio a ritroso alle origini dell'Universo, Milano, Sperling & Kupfer, 2004, ISBN 88-8274-912-6.

#### Sulla regione di Gemini OB1
- Reipurth, B.; Yan, C.-H., Star Formation and Molecular Clouds towards the Galactic Anti-Center (PDF), Handbook of Star Forming Regions, Volume I: The Northern Sky ASP Monograph Publications, Bo Reipurth, dicembre 2008,  p. 869, ISBN 978-1-58381-670-7.

### Carte celesti
- Toshimi Taki, Taki's 8.5 Magnitude Star Atlas, su geocities.jp, 2005. URL consultato il 7 novembre 2010 (archiviato dall'url originale il 5 novembre 2018). - Atlante celeste liberamente scaricabile in formato PDF.
- Tirion, Rappaport, Lovi, Uranometria 2000.0 - Volume I - The Northern Hemisphere to -6°, Richmond, Virginia, USA, Willmann-Bell, inc., 1987, ISBN 0-943396-14-X.
- Tirion, Sinnott, Sky Atlas 2000.0, 2ª ed., Cambridge, USA, Cambridge University Press, 1998, ISBN 0-933346-90-5.
- Tirion, The Cambridge Star Atlas 2000.0, 3ª ed., Cambridge, USA, Cambridge University Press, 2001, ISBN 0-521-80084-6.